# O králi, hvězdáři, kejklíři a třech muzikantech
O králi, hvězdáři, kejklíři a třech muzikantech je česká televizní pohádka režírovaná Zdeňkem Havlíčkem.

## Děj
Kdysi husy králi Řehoři Vlídnému (Zdeněk Žák) zachránily život tím, že jej probudily dřív než jej mohl jeho vrah zabít a on zabil jeho. Od těch dob se na jeho dvoře pořádají husí slavnosti. Při jedné z nich na svém dvoře potkává kejklíře (Bronislav Kotiš), kterého přijme do služby. V tu chvíli se jej však kejklíř pokusí zabít, ale hvězdář Petr (Michal Zelenka) Řehoři zachrání život. Kejklíř je vsazen do vězení a Petr přijat do služeb krále. Všechny slavnosti jsou zrušeny, z hradu odchází i tři muzikanti Břinkal (Stanislav Tříska), Cinkal (Vladislav Georgiev) a Spinkal (David Punčochář).
Král poručí aby Hřímota (Josef Novák-Wajda) kejklíře zabil, ten mu však za to, že ho neshodí do propasti slibuje lepší postavení a místo velitele armády. Kejklíř mu prozradí, že je král Vítězslav ze sousedního království. Hřímota na nabídku přistoupí a Vítězslava nechá uprchnout.
Mezitím byl hvězdář Petr ubytován v jedné věži Řehořova hradu, kde má výhled na hvězdy. Sem za ním také dochází princezna Korunka, králova dcera, kterou učí číst ve hvězdách. Když se o tom dozví král, jejich setkávání jim zakáže a Petrovi slíbí, byť není královského rodu, princeznu mu dá, až dokáže, že jeho hvězdy vědí všechno. Král Vítězslav v převleku za kejklíře se však pokusí ještě jednou o zavraždění Řehoře. Avšak i tentokrát mu Petr Zachrání život. Ale místo odměny, jej král z hradu vyštve.
Petr se na cestě setká se třemi muzikanty, kteří mezi tím nalezli kouzelný hrášek, který způsobuje neviditelnost. Společně se vrací na hrad a vydávají se za čaroděje. Poté se snaží přinutit krále Řehoře, aby podepsal smlouvu, která povoluje svatbu mezi Petrem a Korunkou a také obnovuje veselí v celé zemi. Avšak král nad nimi vyzraje a smlouvu spálí. V tu chvíli, ale Petr zjistí, že na hranici se sousedním královstvím je připraveno Vítězslavovo vojsko. Král bije na poplach. Avšak Petr odjíždí na koni z hradu a jede k hranici, za kterou nalézá ležení vojska. Pod rouškou tmy se do tábora vplíží a nalezne v něm Břinkala jako velitele, donutí jej, aby odvolal útok a vydal se s ním na Řehořův hrad, kde jej předá králi i Vítězslavovi, který zjišťuje, že jeho otec byl zabit v sebeobraně, když se snažil zabít Řehoře a Břinkal mu v tom pomáhal.

## Lokace
Film se točil na Novém hradě, u propasti Macocha a okolí.

## Obsazení
| Zdeněk Žák         | král Řehoř Vlídný        |
| Michal Zelenka     | hvězdář Petr             |
| Bronislav Kotiš    | kejklíř / král Vítězslav |
| Klára Jandová      | princezna Korunka        |
| Stanislav Tříska   | Břinkal                  |
| Vladislav Georgiev | Cinkal                   |
| David Punčochář    | Spinkal                  |
| Josef Novák-Wajda  | Hřímota                  |